# Peter Resinger
Peter Resinger (* 28. Juni 2000) ist ein österreichischer Skispringer.

## Karriere
Peter Resinger springt seit 2015 bei internationalen Wettbewerben im Skispringen. 2017 trat er in den ÖSV ein.
In der Saison 2019/20 nahm Resinger zum ersten Mal am zweitklassigen Continental Cup teil. Bei seinen ersten Auftritten am 11. und 12. Jänner 2020 in Bischofshofen wurde er Neunter und Siebter. Im März 2020 wurde er bei der Nordischen Junioren-WM Weltmeister im Einzel und im Mixed-Team. Beim Mannschaftsspringen der Herren gewann er Silber.

## Sonstiges
Peter Resinger ist Schüler am Bundesgymnasium und Sportrealgymnasium HIB Saalfelden.

## Statistik

### Grand-Prix-Platzierungen
| Saison | Platz | Punkte |
| ------ | ----- | ------ |
| 2020   | 035.  | 001    |

### Continental-Cup-Platzierungen
| Saison  | Platz | Punkte |
| ------- | ----- | ------ |
| 2019/20 | 053.  | 137    |
| 2020/21 | 029.  | 164    |
| 2021/22 | 086.  | 049    |